# Balarama

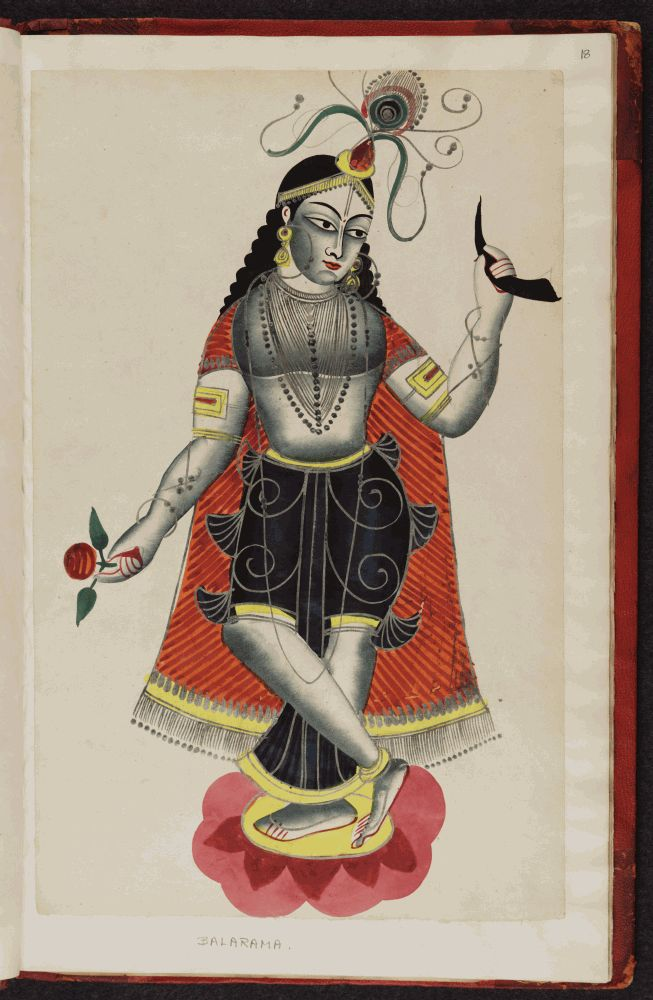
Balarama

Balarama (बलराम), também conhecido como Baladeva, Balabhadra ou Halayudha, é o irmão mais velho de Krishna, segundo os textos Puranas do Hinduísmo. Dentro do Vaishnavismo e um número de tradições Hindus, Balarama é venerado como um avatar do deus supremo Vishnu e também pelas tradições Gaudya Vaishnavas como expansão de Krishna, oitava encarnação do Deus Vishnu. 
Conhecido por sua força e pela pele branca como leite, Balarama vive eternamente com seu irmão e Radha em Goloka Vrindávana.